# Звезделина
Звезделина (болг. Звезделина) — село в Болгарии. Находится в Кырджалийской области, входит в общину Кырджали. Население составляет 431 человек.

## Политическая ситуация
В местном кметстве Звезделина, в состав которого входит Звезделина, должность кмета (старосты) исполняет Селиме Сюлейман Али (Движение за права и свободы (ДПС)) по результатам выборов.
Кмет (мэр) общины Кырджали — Хасан Азис (Движение за права и свободы (ДПС)) по результатам выборов.